# Фролов, Дмитрий Алексеевич
Дми́трий Алексе́евич Фроло́в (род. 27 февраля 1966, Ленинград) — российский режиссёр независимого кино, сценарист и продюсер, оператор.

## Биография
Дмитрий Фролов родился в Ленинграде в 1966 году. В 1981 году поступил в Театр юношеского творчества при Ленинградском дворце пионеров. В 1990 году окончил Университет кино и телевидения. С начала 1980-х годов снимает авторское кино. Один из лидеров российского экспериментального кино. Сценарист, режиссёр и оператор более 40 короткометражных фильмов, принимавших участие в нескольких десятках отечественных («Киношок» в Анапе, «Чистые грёзы» в Санкт-Петербурге, «Сине фантом фест» в Москве и др.) и зарубежных фестивалей и бьеннале (в Роттердаме, Штутгарте, Мадриде, Гамбурге, Кёльне, Дрездене, Париже, Лондоне, Нью-Йорке, Лос-Анджелесе, Хельсинки, Тампере, Сиднее, Мехико и др.). Автор музыкальных клипов для группы «АукцЫон». Создатель сайта о независимом кино — ресурса, посвященного параллельному, экспериментальному, авторскому кино, киноавангарду. В качестве оператора сотрудничает с петербургскими кинокомпаниями («СТВ» и др.) Работал старшим оператором-постановщиком телеканала «100ТВ».
Лауреат национальной премии «ТЭФИ-2008» в номинации «Оператор телевизионного фильма/сериала».

## Фильмография

### Режиссёрские работы

#### Фильмы
- 1979 — Распутин
- 1980 — Человек Маяковский
- 1981 — Стрелы амура
- 1982 — Копья купидона
- 1982 — Письмо в грядущее
- 1983 — Бородинская битва
- 1987 — Сон
- 1988 — Путь
- 1988 — Метаморфоза
- 1988 — Театр. Послесловие
- 1989 — Акт
- 1989 — Клоунада
- 1990 — Без слов
- 1990 — Второе рождение
- 1991 — KARA
- 1991 — Психическая атака на Советы
- 1991 — Уход
- 1991 — Пасечник
- 1990—1993 — Ночи полнолуния
- 1993—1996 — Шатангер Ялок
- 1994 — Do not august, 1991  Дмитрий Фролов на съёмках
- 1994 — Парапонтий Мазлей

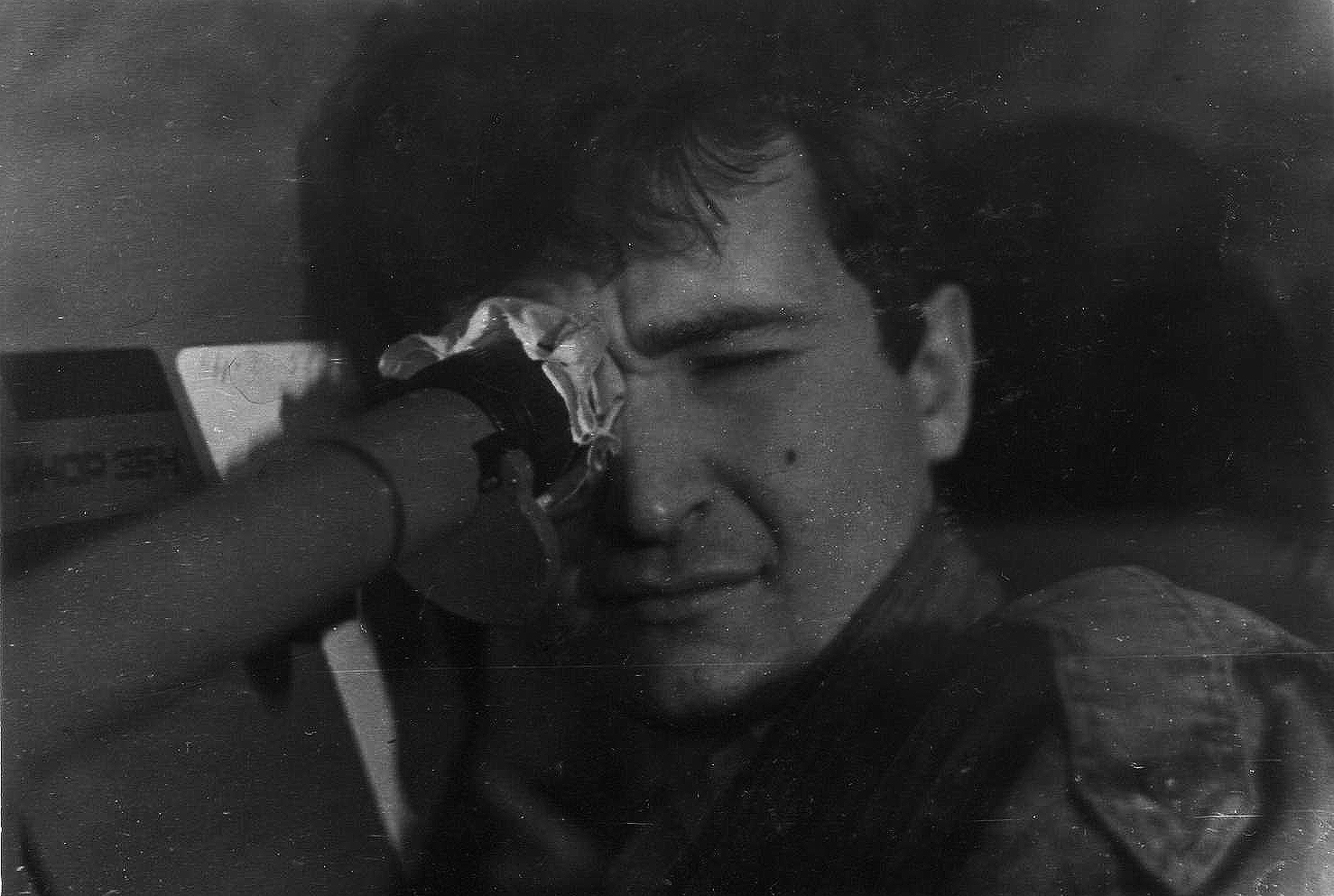
Дмитрий Фролов на съёмках

- 1995 — Надъ озеромъ (немая версия)
- 1995 — Поиски под водой
- 1996 — Лестница в небо
- 1996 — Das Es
- 1997 — Берегись!
- 1998 — Дерьмовочка
- 1999 — Румба
- 2000 — Кончина
- 2001 — Бабушкин Апокриф
- 2002 — Танго Соловья
- 2002 — Двое
- 1991—2003 — Призраки белых ночей
- 2004 — Папино мясо
- 1997—2005 — Десять минут тишины
- 2005 — Клоунада (восстановленный вариант)
- 2006 — Надъ озеромъ (перемонтированная звуковая версия)

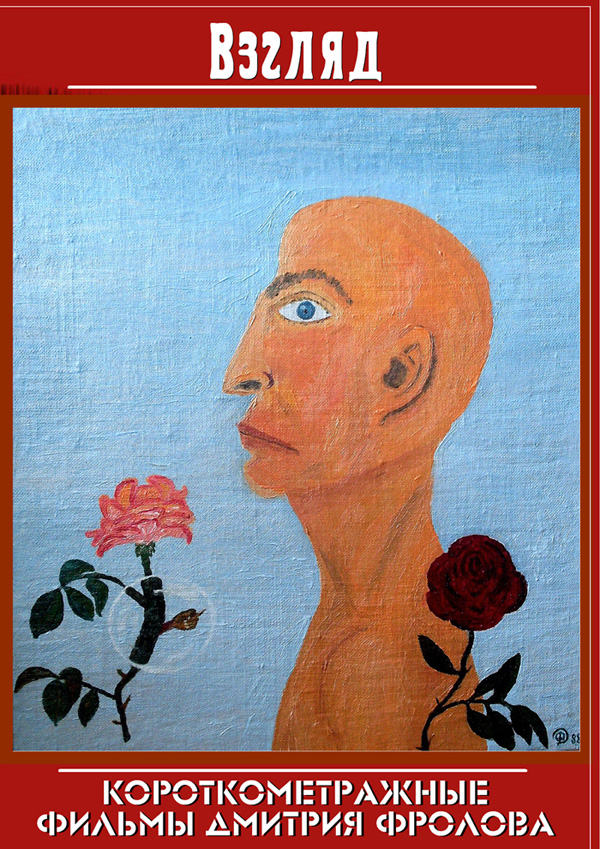
Обложка DVD сборника фильмов Дмитрия Фролова.

- 2010 — Родник
- 2010 — Рождение музыки
- 2010 — Разговор
- 2016 — Одинокий
- 2017 — Время, назад!
- 2017 — Последняя любовь
- 2000—2018 — Зимы не будет
- 2019 — Люди луннаго свѣта[7]
- 2020 — Бородино[8]
- 2021 — Мундир космонавта
- 2022 — Мечты о прошломъ
- 2024 — Adagio
- 2025 — Вечеря

#### Видеоклипы
- 1991 — Дайте ей знать (группа «Эсти»)
- 1992 — Сумасшедший город (группа «Надувной пистолет»)
- 2000 — Полковнику никто не пишет (группа "Би-2"), оператор совместно с С. Астаховым
- 2000 — Что-нибудь такое (Леонид Фёдоров («АукцЫон»)
- 2000 — Зимы не будет (Леонид Фёдоров («АукцЫон»)
- 2000 — Голова-нога (Леонид Федоров («АукцЫон»)
- 2000 — Леди Ди (Леонид Федоров («АукцЫон»)
- 2000 — Далеко (Леонид Федоров («АукцЫон»)
- 2000 — Ягода (Леонид Федоров («АукцЫон»)
- 2000 — Католики (Леонид Федоров («АукцЫон»)
- 2003 — Пусть (Леонид Федоров («АукцЫон»)
- 2017 — Время, назад! (Сергей Осколков)

### Оператор
- 1993 — Битва за Ленинград (реж. Н. Ключников)
- 1994 — Жизнь и приключения четырёх друзей (реж. О. Ерышев)[9]
- 1994—1995 — Серия документальных репортажей о Тимуре Новикове и Новой академии изящных искусств (реж. Л. Чибор)
- 1995 — Приятие рока (реж. Л. Чибор)
- 1996 — Предстояние (реж. А. Куклин)
- 1996 — Через 300 лет (реж. Г. Новиков)
- 1997 — Марлен Хуциев. История замысла (реж. В. Хаунин)
- 1998 — Куранта (реж. А. Куклин)
- 1999 — Художник Глеб Богомолов (реж. Л. Чибор)
- 2000 — Как снимался «Брат-2» (реж. В. Непевный, Т. Обер) Дмитрий Фролов

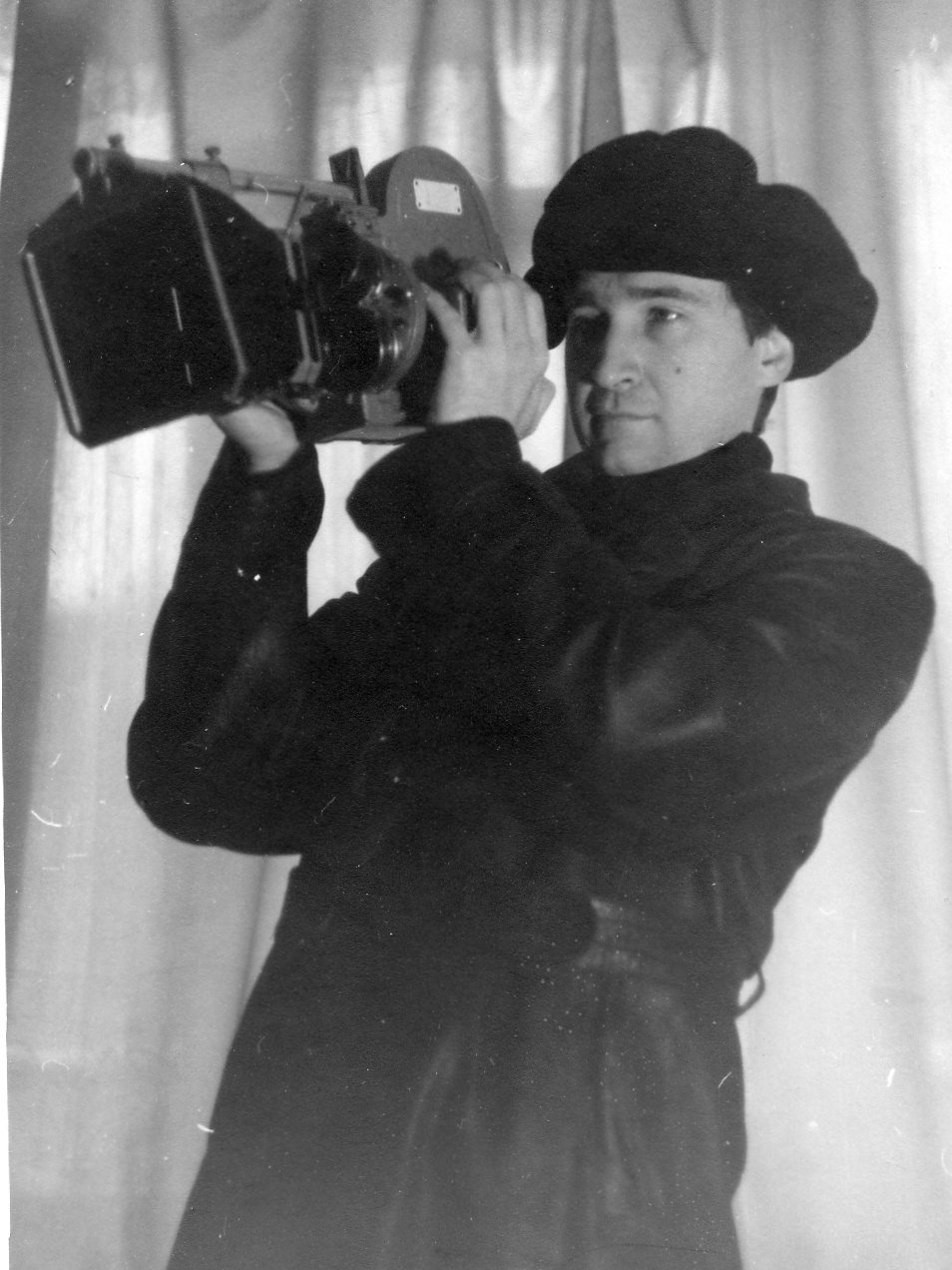
Дмитрий Фролов

- 2000 — Полковнику никто не пишет (видеоклип группы Би-2)
- 2000 — Волшебник нашего города (реж. Р. Рачев)
- 2000 — Угар (реж. Г. Новиков)
- 2001 — Как снимался фильм "Сёстры" (реж. С. Бодров-младший)
- 2001 — Тёмная ночь (реж. О. Ковалов, пробы)
- 2001 — Дочь Альбиона (реж. К. Касатов)
- 2001 — Сказки (реж. Б. Горлов, К. Касатов)
- 2002 — Песня (реж. Л. Юнина)
- 2002 — Моцарт. Фантазия в кафе (реж. Г. Новиков)
- 2003 — «Смежные комнаты» (реж. К. Селиверстов)
- 2003 — Кира (реж. В. Непевный)
- 2004 — Жить в истории (реж. Г. Новиков)
- 2004 — Дети кукурузы (реж. М. Железников)
- 2004 — Веселый сантехник (реж. В. Непевный)
- 2005 — Свет в августе (реж. Г. Новиков)
- 2005 — «Школа Бабы-Яги» (реж. А. Чикичёва)
- 2007 — «Цвет времени» (реж. К. Касатов)
- 2008 — «Дети блокады» (реж. А. Чикичёва)
- 2008 — «Автограф времени» (реж. А. Чикичёва)
- 2008 — «Здравствуй, страна героев!» (реж. А. Чикичёва)
- 2009 — «Мои современники» (реж. А. Чикичева)
- 2009 — «Для домашнего просмотра» (реж. М. Железников)
- 2010 — «Василий Тёркин. Книга про бойца» (реж. С. Лялькина)
- 2010 — «Времена года» (реж. С. Лялькина)
- 2011 — «Прекрасная эпоха» (реж. К. Селиверстов)
- 2013 — «Удачный визит» (реж. Л. Галкина)
- 2017 — «Неизвестная Ленинградская Область» (реж. С. Лялькина)

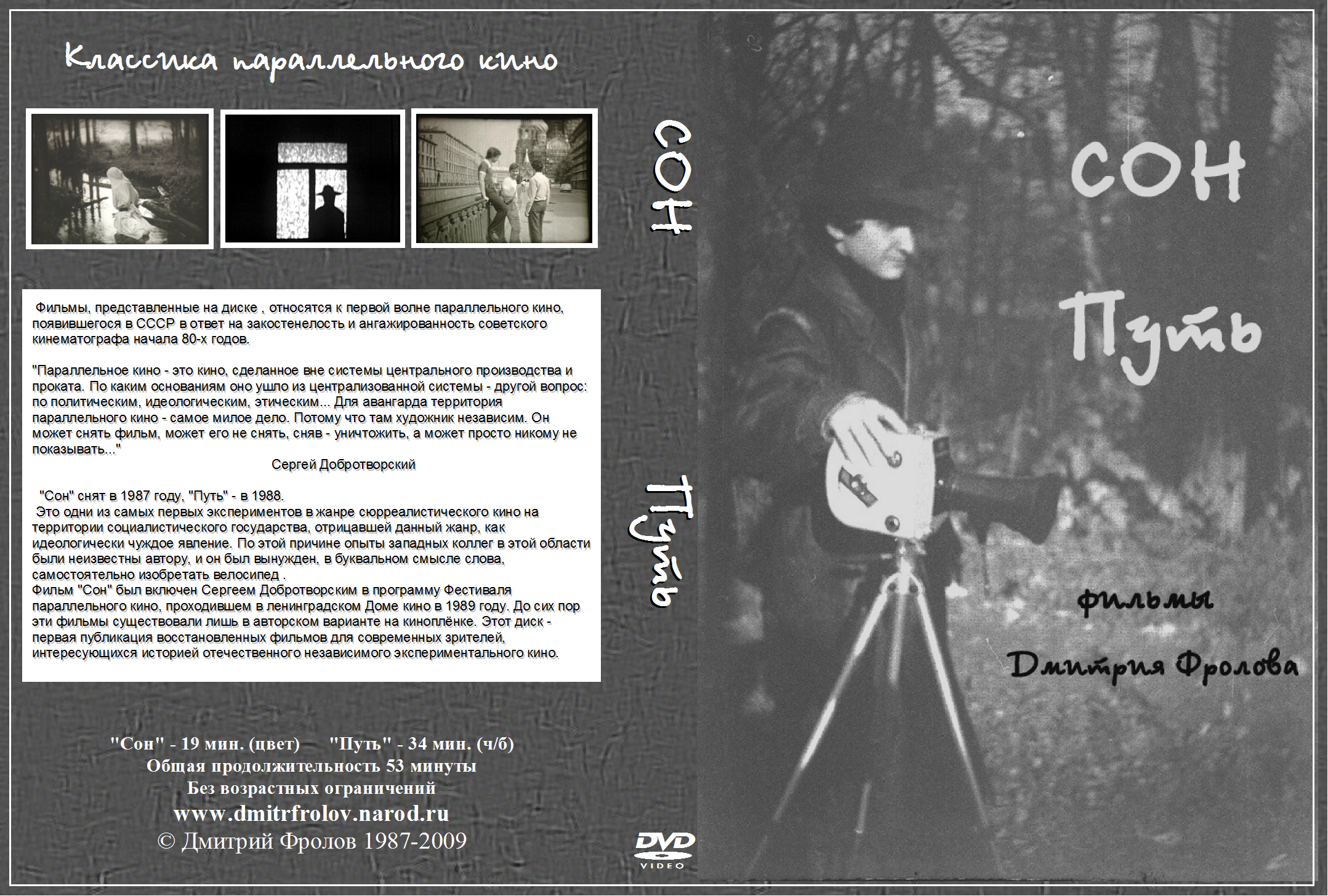
Обложка DVD к фильмам Дмитрия Фролова «Сон» и «Путь»

- ТВ: 1996—1999 — серия программ «Линия кино» (ОРТ) (приз фестиваля «Белые столбы» в 1999 году)

#### Награды
- 1999 — специальный диплом жюри за фильм «Psycho Attack Over Soviets» на Festival of Nations, Austria
- 2000 — диплом фестиваля за фильм «Уход» на Festival of Nations, Austria
- 2005 — специальный приз «Через тернии к звездам» за новый язык в кинематографе фильму «Клоунада» (Международный фестиваль независимого кино «Чистые грезы — VIII», ноябрь 2005)[10]
- 2006 — «ТЭФИ» «За новаторство и творческий поиск» программы «Итожа», телеканал «СТО»[11]
- 2008 — «Золотое перо 2007» в номинации «публицистика» за документальный сериал «Дети блокады», телеканал «100 ТВ»[12]
- 2008 — Национальная премия «ТЭФИ» «Лучший оператор телевизионного документального фильма/сериала» за фильм «Дети блокады», телеканал «100ТВ»[6]
- 2011 — «ТЭФИ 2010» за проект «Читаем Чехова» в номинации «Телевидение и жизнь: специальный проект»[13]
- 2018 — Фестиваль Лучших Инди-Фильмов, Санта-Моника, Калифорния, Июль 2018; «Последняя любовь» — полуфиналист[14]
- 2019 — Лучший трейлер (золото) и Лучший экспериментальный фильм (серебро) за фильм «Последняя любовь» на фестивале 12 Months Film Festival, Клуж-Напока, Румыния, январь 2019
- 2019 — За фильм «Последняя любовь» премии Dmoff, США — официальный выбор марта 2019 Года, награда жюри[15][16]
- 2019 — за Лучший короткометражный экспериментальный фильм «Надъ озеромъ». Международный кинофестиваль «Свет и будущее», Хьюстон, США, март 2019[17]
- 2019 — Лондонская международная премия в области кинематографии фильму «Последняя любовь» — LIMPA, Май 2019, Великобритания — полуфиналист[18]
- 2019 — Фильм «Последняя любовь», Galata Frame International Film Festival, Турция, май 2019; финалист[19]
- 2019 — за фильм «Рождение музыки» премия Dmoff, США — официальный отбор июнь 2019 года[20]
- 2019 — лучший саундтрек к фильму «Последняя любовь», Международный кинофестиваль в Буйнос-Айресе, Аргентина, июнь 2019[21]
- 2019 — Международный кинофестиваль в Буйнос-Айресе, Аргентина, фильм «Последняя любовь» полуфиналист, июнь 2019
- 2019 — Международный кинофестиваль в Буйнос-Айресе, Аргентина, Лучший постер к фильму «Люди луннаго свѣта», сентябрь 2019
- 2019 — Лиссабон Фильм Рандеву, Португалия, фильм «Люди луннаго свѣта» — финалист, октябрь 2019
- 2019 — Стамбульский Международный Экспериментальный Кинофестиваль, Турция, фильм «Люди луннаго свѣта» — финалист, ноябрь 2019
- 2019 — За фильм «Надъ озеромъ» премии Dmoff, США — официальный выбор октября 2019 Года[22]
- 2019 — Стамбульский международный экспериментальный кинофестиваль, Турция, фильм «Люди луннаго свѣта» — приз «Лучшая награда за свежий воздух», ноябрь 2019[23]
- 2019 — Эйнштейн Будда международный кинофестиваль, Ришикеш, Индия, фильму «Рождение музыки» — приз за лучший сценарий, ноябрь 2019
- 2019 — Фестиваль альтернативного кино, Торонто, Канада, фильм «Люди луннаго свѣта» — полуфиналист, декабрь 2019[24]
- 2019 — лучший экспериментальный фильм (золото) за фильм «Люди луннаго свѣта» на фестивале 12 Months Film Festival, Клуж-Напока, Румыния, ноябрь 2019[25]
- 2019 — Приз за фильм «Надъ озеромъ», Festival Internacional de Cine Silente, Мексика, декабрь 2019
- 2019 — Short Cinefest, США, декабрь, 2019, награда фильму «Последняя любовь»: Лучший экспериментальный фильм[26]
- 2019 — за фильм «Бабушкин Апокриф» Dmoff Award, США — официальный отбор декабрь 2019 года[27]
- 2019 — приз за лучшую концепцию — лауреат премии — Международный кинофестиваль имени Чатрапати Шиваджи 2019 (фильм « Рождение музыки»), Индия, декабрь 2019[28]
- 2020 — за фильм «Родник» Dmoff Award, США — официальный отбор январь 2020 года[29]
- 2020 — Фестиваль фильмов о любви, Барселона, Испания, февраль 2020, награда: Лучший экспериментальный фильм «Последняя любовь»[30]
- 2020 — Римская независимая премия Prisma, Рим, Италия, март 2020 за фильм «Последняя любовь»; полуфиналист[31], финалист[32], номинант[33]
- 2020 — Фестиваль Альтернативного Кино AltFF, Торонто, Канада, Март 2020, фильм «Последняя любовь» — «полуфиналист»
- 2020 — за фильм «Время, назад!», 12 Months Film Festival, Клуж-Напока, Румыния, апрель 2020 года, «Лучший экспериментальный фильм», «Лучшее музыкальное видео»,"2-е место за звуковой дизайн"[34]
- 2020 — Европейский Кинофестиваль, Барселона, Испания, Март 2020, «Особое упоминание» фильм «Последняя любовь»
- 2020 — за фильм «Люди луннаго свѣта» — «Лучший экспериментальный фильм» на фестивале Short Cine Fest, США, март 2020[35]
- 2020 — за фильм «Люди луннаго свѣта» — Grand Jury Award на фестивале Dreamanila International Film Festival, Манила, Филиппины, май 2020
- 2020 — за фильм «Последняя любовь», финалист фестиваля Flickfair, Лос-Анджелес, США, июнь 2020
- 2020 — за фильм «Последняя любовь», приз Выбора критиков на Мадрасском независимом кинофестивале, Тамилнад, Индия, июнь 2020[36]
- 2020 — за фильм «Последняя любовь», приз «Лучший экспериментальный короткометражный фильм 2020» на Международном кинофестивале IFF, Турин, Италия, июнь 2020[37]
- 2020 — фильм «Люди луннаго свѣта» — финалист Международного ежемесячного кинофестиваля в Праге, Чехия, июль 2020
- 2020 — за фильм «Последняя любовь», Глобальный ежемесячный онлайн-конкурс фильмов, Канада, июль 2020, «Лучший экспериментальный короткометражный фильм (Специальное упоминание)»[38]
- 2020 — за фильм «Надъ озеромъ», «Премия специального упоминания» на Мадрасском независимом кинофестивале, Мадрас, Индия, июль 2020[39]
- 2020 — фильм «Клоунада» — финалист кинофестиваля Flight Deck Film Festival, Нью-Йорк, США, июль 2020
- 2020 — фильм «Люди луннаго свѣта» — лауреат Мадридской кинопремии, Мадрид, Испания, июль 2020[40]
- 2020 — За лучшую операторскую работу в фильме «Люди луннаго свѣта», Варезский международный кинофестиваль, Варезе, Италия, июль 2020[41]
- 2020 — За фильм «Люди луннаго свѣта» — «Особое упоминание», Ежемесячные инди-шорты, США, июль 2020[42]
- 2020 — За фильм «Время, назад!» — «Финалист», Кошицкий Международный ежемесячный кинофестиваль, Кошице, Словакия, июль 2020
- 2020 — за фильм «Последняя любовь», Экспериментальный Кинофестиваль Барселона, Испания, Июль 2020, «Лучший сценарий»[43]
- 2020 — за фильм «Рождение музыки», «Премия специального упоминания» на Мадрасском независимом кинофестивале, Ченнаи, Индия, август 2020[44]
- 2020 — За фильм «Время, назад!» — «Финалист», Пражский Международный ежемесячный кинофестиваль, Прага, Чехия, август 2020
- 2020 — за фильм «Надъ озеромъ», «Лучший экспериментальный короткометражный фильм», «Лучший режиссёр короткометражного фильма» на 2-м выпуске Глобального ежемесячного онлайн-конкурса фильмов (GMOFC), Канада, август 2020 года[45]
- 2020 — За фильм «Люди луннаго свѣта» — полуфиналист Премии «Лучший режиссёр», Лондон, Великобритания, август 2020
- 2020 — за фильм «Последняя любовь», лауреат премии Original View Award за лучший международный короткометражный фильм, кинофестиваль Aurora Film Festival, Казерта, Италия, август 2020[46]
- 2020 — за фильм «Бородино», «Лучшая оригинальная партитура, Лучший дизайн костюмов и Лучший грим», Международный кинофестиваль в Варезе, Варезе, Италия, август 2020[47]
- 2020 — за фильм «Бородино», Премия За Лучшую Режиссуру на Мадрасском независимом кинофестивале, Мадрас, Индия, август 2020[48]
- 2020 — за фильм «Последняя любовь», «Лучший экспериментальный короткометражный фильм — Выбор критиков», Point Of View Indie Film Awards, США, сентябрь 2020[49]
- 2020 — за фильм «Клоунада» — награды: «Лучший экспериментальный полнометражный фильм», «Лучший режиссёр полнометражного фильма», «Лучшая мужская роль» — Дмитрий Шибанов, «Лучшая женская роль в полнометражном фильме» — Наталья Суркова, Глобальный ежемесячный онлайн-конкурс фильмов, Канада, сентябрь 2020[50]
- 2020 — За фильм «Люди луннаго свѣта» — «Лучший экспериментальный фильм», Brazil International Monthly Film Festival, сентябрь 2020[51]
- 2020 — За фильм «Люди луннаго свѣта» — «Специальное упоминание», Мадрасский Независимый Кинофестиваль, Ченнаи, Индия, октябрь 2020[52]
- 2020 — За фильм «Люди луннаго свѣта» — «Лучший экспериментальный короткометражный фильм», «Лучший режиссёр короткометражного фильма», Global Monthly Online Film Competition, Канада, октябрь 2020[53]
- 2020 — За фильм «Люди луннаго свѣта» — лучшая операторская работа в короткометражном фильме, лучший дизайн производства короткометражного фильма, лучший экспериментальный короткометражный фильм, GIMFA — Gralha International Monthly Film Awards, Куритиба, Бразилия, ноябрь 2020[54]
- 2020 — за фильм «Клоунада» — «Лучший экспериментальный полнометражный фильм», «Лучший монтаж» на Мадрасском независимом кинофестивале, Ченнаи, Индия, ноябрь 2020[55]
- 2020 — за фильм «Бородино», «Лучший экспериментальный короткометражный фильм», «Лучший режиссёр короткометражного фильма- выбор жюри», Global Monthly Online Film Competition, Канада, ноябрь 2020[56]
- 2020 — За фильм «Люди луннаго свѣта» — «Лучший экспериментальный короткометражный фильм — специальное упоминание» на Международном фестивале кино Silente, Пуэбла, Мексика, ноябрь 2020
- 2020 — за фильм «Клоунада» — «Лучший режиссёр экспериментального фильма» на Best Director Award, Лондон, Великобритания, ноябрь 2020[57]
- 2020 — за фильм «Родник» — «Best Experimental Film & Background Score Award» на Мадрасском независимом кинофестивале, Ченнаи, Индия, декабрь 2020[58]
- 2020 — за фильм «Рождение музыки», «Лучший экспериментальный короткометражный фильм», «Лучший режиссёр короткометражного фильма» на Глобальном ежемесячном онлайн-конкурсе фильмов, Канада, декабрь 2020[59]
- 2020 — за фильм «Рождение музыки», «специальная премия жюри» Индо-французского международного кинофестиваля, Пондичерри, Индия, декабрь 2020
- 2020 — за фильм «Клоунада» — «Почетное упоминание» на Международном кинофестивале кинематографа, Бангладеш, декабрь 2020[60]
- 2020 — за фильм «Последняя любовь», «Лучший экспериментальный короткометражный фильм», «Лучшая операторская работа в экспериментальном фильме», GIMFA — Gralha International Monthly Film Awards, Куритиба, Бразилия, декабрь 2020
- 2021 — за фильм «Время, назад!» — «Почетное упоминание» на Мадрасском независимом кинофестивале, Ченнаи, Индия, январь 2021[61]
- 2021 — за фильм «Родник» — «Лучший экспериментальный фильм», «Лучший музыкальный режиссёр» на Глобальном ежемесячном онлайн-конкурсе фильмов, Канада, январь 2021[62]
- 2021 — за фильм «Надъ озеромъ» — «Почетное упоминание: лучший экспериментальный фильм» на Международном ежемесячном кинофестивале в Кошице, Словакия, январь 2021[63]
- 2021 — за фильм «Последняя любовь» — Почетное упоминание на Screener Short Films, Лондон, Великобритания, январь 2021[64]
- 2021 — фильм «Последняя любовь» — «Полуфиналист» на Aphrodite Film Awards, Нью-Йорк, США, январь 2021[65]
- 2021 — фильм «Время, назад!» — «Финалист», Madrid Film Awards, Мадрид, Испания, февраль 2021
- 2021 — за фильм «Клоунада» — лучшая операторская работа игрового фильма Лучший звуковой дизайн / микс художественного фильма Лучший дизайн художественного фильма Лучший дизайн костюма художественного фильма Лучший плакат художественного фильма на Gralha International Monthly Film Awards, Куритиба, Бразилия, февраль, 2021
- 2021 — за фильм «Последняя любовь» — финалист: Эротический, Экспериментальный на VIP fest 2020, Барселона, Испания, февраль 2021
- 2021 — за фильм «Бородино» — победитель Мадрасского независимого кинофестиваля, Ченнаи, Индия, февраль 2021
- 2021 — за фильм «Мундир космонавта» — финалист Международного ежемесячного кинофестиваля «Везувий», Италия, февраль 2021
- 2021 — за фильм «Бородино» — номинант на премию «Лучшая комедийная короткометражка» на фестивале Accord Cine Fest, Мумбаи, Индия, март 2021
- 2021 — за фильм «Мундир космонавта» — финалист Международного ежемесячного кинофестиваля в Кошице, Кошице, Словакия, март 2021
- 2021 — за фильм «Мундир космонавта» — финалист Пражского Международного ежемесячного кинофестиваля, Прага, Чехия, март 2021
- 2021 — за фильм «Бородино» — финалист премии Continental Film Awards, Индия, март 2021
- 2021 — за фильм «Мундир космонавта» — финалист премии Best Indie Film Award, Лондон, Великобритания, март 2021 года
- 2021 — за фильм «Мундир космонавта» — лучший режиссер экспериментального фильма на фестивале Best Director Award, Лондон, Великобритания, март 2021[66]
- 2021 — за фильм «Мундир космонавта» — «почетное упоминание» на премии Купера, США, апрель 2021
- 2021 — за фильм «Мундир космонавта» — «финалист» Афинского международного ежемесячного фестиваля художественного кино, Афины, Греция, апрель 2021
- 2021 — за фильм «Мундир космонавта» — «Лучший экспериментальный фильм — выбор жюри» на Глобальном ежемесячном онлайн-конкурсе фильмов, Канада, апрель 2021[67]
- 2021 — за фильм «Мундир космонавта» — «Полуфиналист» на Международном кинофестивале культовых фильмов, Лондон, Великобритания, апрель 2021
- 2021 — за фильм «Мундир космонавта» — «почетное упоминание» на Международном художественно-визуальном и кинофестивале FilmÓptico, Таррагона, Испания, апрель 2021
- 2021 — за фильм «Клоунада» — «Лучший экспериментальный полнометражный фильм» на фестивале Accord Cine Fest, Мумбаи, Индия. апрель 2021[68]
- 2021 — за фильм «Надъ озеромъ» — «лучший экспериментальный короткометражный фильм» на Международной ежемесячной кинопремии Gralha, Куритиба, Бразилия, май 2021
- 2021 — за фильм «Люди луннаго свѣта» — «6 номинаций: — лучший экспериментальный фильм — лучший режиссёр экспериментального фильма — лучший экспериментальный фильм по сценарию — лучший экспериментальный фильм по кинематографии — лучший экспериментальный фильм по монтажу — лучший экспериментальный фильм по звуковому оформлению; 3 награды — — лучший экспериментальный фильм — лучший режиссёр экспериментального фильма — лучший экспериментальный фильм по монтажу» на T. I. F. A. — Международная кинопремия Tietê, Сан-Паулу, Бразилия, май 2021 года[69]
- 2021 — за фильм «Клоунада» — «Лучший европейский экспериментальный фильм» на премии Continental Film Awards, Индия, май 2021[70]
- 2021 — за фильм «Бородино» — «почетное упоминание; номинант на премию „Лучший плакат“» на Фестивале бесплатных короткометражек в Салониках, Салоники, Греция, май 2021
- 2021 — за фильм «Мундир космонавта» — « премия жюри — лучший экспериментальный / короткометражный фильм; премия жюри — лучший дизайн костюмов; почетное упоминание — лучший макияж и прическа» на Only The Best Film Awards, Майами, США, май 2021[71]
- 2021 — за фильм «Мундир космонавта» — «номинант на лучший экспериментальный фильм» на Международном ежемесячном фестивале независимого кино BIMIFF — Бразилия, Рио-де-Жанейро, Бразилия, май 2021
- 2021 — за фильм «Последняя любовь» — «лучший экспериментальный короткометражный фильм» на Only The Best Film Awards, Майами, США, июнь 2021[72]
- 2021 — за фильм «Последняя любовь» — «лучший эротический фильм» на Indie online film award, Украина, июнь 2021[73]
- 2021 — за фильм «Последняя любовь» — «лучший экспериментальный короткометражный фильм» на Международном кинофестивале в Сендепенде, Валенсия, Испания, июнь 2021[74]
- 2021 — за фильм «Люди луннаго свѣта» — «полуфиналист» на кинопремии «Афродита», Нью-Йорк, США, июнь 2021[75]
- 2021 — за фильм «Время, назад!» — «Лучшее музыкальное видео (специальное упоминание)» на Глобальном ежемесячном онлайн-конкурсе фильмов, Канада, июнь 2021[76]
- 2021 — за фильм «Бородино» — «почетное упоминание» на Афинском международном ежемесячном фестивале художественного кино, Маруси, Греция, июнь 2021
- 2021 — за фильм «Бородино» — «номинирован: лучшая комедия» на премию Beyond Time Genre Awards, Торонто, Канада, июнь 2021
- 2021 — за фильм «Мундир космонавта» — «полуфиналист» на Шведской кинопремии, Стокгольм, Швеция, июнь 2021[77]
- 2021 — за фильм «Мундир космонавта» — «финалист» на фестивале Accord Cine Fest, Мумбаи, Индия, июнь 2021
- 2021 — за фильм «Мундир космонавта» — «лучший монтаж короткометражного фильма» на Международной ежемесячной кинопремии Gralha, Куритиба, Бразилия, июнь 2021
- 2021 — за фильм «Мундир космонавта» — «почетное упоминание» на кинофестивале Robinson Film Awards (Международный кинофестиваль), Неаполь, Италия, июнь 2021[78]
- 2021 — за фильм «Бородино» — «Лучший короткометражный фильм» на Индо-Американском международном фестивале мирового кино, Мумбаи, Индия, июль 2021
- 2021 — за фильм «Апокриф бабушки» — «лучший экспериментальный короткометражный фильм» на Глобальном ежемесячном онлайн-конкурсе фильмов, Канада, июль 2021[79]
- 2021 — за фильм «Люди луннаго свѣта» — «лучший полуфиналист сезона» на Международном ежемесячном фестивале независимого кино BIMIFF, Рио-де-Жанейро, Бразилия, июль 2021
- 2021 — за фильм «Последняя любовь» — «финалист» на Международном инди-фестивале Frostbite, Колорадо-Спрингс, США, июль 2021
- 2021 — за фильм «Надъ озеромъ» — «финалист» на кинофестивале «Аврора», Сан-Потито-Саннитико, Италия, август 2021[80]
- 2021 — за фильм «Последняя любовь» — «Лучший экспериментальный короткометражный фильм — Специальное упоминание» на фестивале Accord Cine Fest, Мумбаи, Индия, август 2021[81]
- 2021 — за фильм «Последняя любовь» — «Лучший экспериментальный короткометражный фильм» на Международном кинофестивале в Ходу, Пондичерри, Индия, август 2021
- 2021 — за фильм «Мундир космонавта» — «почетное упоминание» на кинофестивале «Галлюцинация», Париж, Франция, август 2021
- 2021 — за фильм «Мундир космонавта» — «награда — лучший экспериментальный короткометражный фильм, номинант — лучший плакат» на фестивале бесплатных короткометражек в Салониках, Салоники, Греция, август 2021

### Актёр
- 1987 — Сон — персонаж, мим
- 1988 — Путь — 1-й товарищ
- 1988 — Метаморфоза — Фигура
- 1989 — Клоунада — Даниил Хармс
- 1993 — Ночи полнолуния — человек с аккордеоном
- 1993 — Шатангер Ялок — Унутор Флор
- 2002 — Танго соловья — Он
- 2020 — Бородино — Багратион и адъютант Кутузова
- 2022 — Мечты о прошломъ - Офицер